# Chicago Grand Prix 1986
Il Chicago Grand Prix 1986 è stato un torneo di tennis giocato sul sintetico indoor. È stata la 2ª edizione del Chicago Grand Prix, che fa parte del Nabisco Grand Prix 1986. Si è giocato a Chicago negli USA, dal 24 al 30 marzo 1986.

## Campioni

### Singolare
Boris Becker ha battuto in finale  Ivan Lendl con il punteggio di 7–6, 6–3

### Doppio
Ken Flach /  Robert Seguso hanno battuto in finale  Eddie Edwards /  Francisco González con il punteggio di 6–0, 7–5